# Khawkinea van-oye
Khawkinea van-oye, secondo una classificazione filogenetica (Skvortsov & Noda, 1975) è una specie del supergruppo Excavata appartenente alla famiglia Astasiaceae.
La sua classificazione sotto il genere Khawkinea attualmente é controversa: Algaebase e WORMS la classificano ancora sotto il genere Astasia benché questa ultima classificazione sembra obsleta

## Caratteristiche
Khawkinea van-oye vive  sia in acqua dolce che in acque putride, ed è stata scoperta da Skvortzov (allora erroneamente classificata nel genere Euglena), in Giappone.

## Classificazioni alternative
Una classificazione ormai obsoleta inserisce questa specie nel genere Astasia, nella famiglia delle Astasiidae, sottordine Rhabdomonadina, ordine Natomonadida, sottoclasse Anisonemia, classe Peranemea, superclasse Spirocuta, infraphylum Dipilida, subphylum Euglenoida, phylum Euglenozoa, sottoregno Eozoa, Regno Protozoa, finché non si è scoperto che tali gruppi sono parafiletici.
Una classificazione alternativa, anche questa parafiletica, inserisce questa specie nel genere Euglena, nella sottofamiglia delle Euglenoideae, famiglia Euglenaceae, ordine Euglenales, sottoclasse Euglenophycidae, classe Euglenophyceae, infraphylum Dipilida, subphylum Euglenoida, phylum Euglenozoa, sottoregno Eozoa, Regno Protozoa, finché non si è scoperto che tali gruppi sono parafiletici.